# SBF Collectio Minor
Collectio Minor – seria wydawnicza Franciszkańskiego Studium Biblijnego w Jerozolimie (Izrael). Każdy z tomów zawiera większe studium poświęcone konkretnemu zagadnieniu (wyniki badań archeologicznych w miejscach na terenie Izraela, Autonomii Palestyńskiej, Syrii czy Jordanii; opracowanie jednego z tekstów starożytnych pomocnego w poznaniu historii pierwotnego chrześcijaństwa). Poszczególne tomy w różnych językach.